# Júnior Padilla
Júnior Jesús Padilla Zelaya (sinh ngày 4 tháng 4 năm 1992) là một cầu thủ bóng đá người Honduras thi đấu ở vị trí tiền vệ cho C.D. Victoria ở Honduran Liga Nacional.